# 尼斯有軌電車

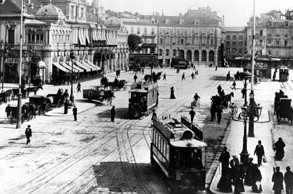
舊尼斯電車

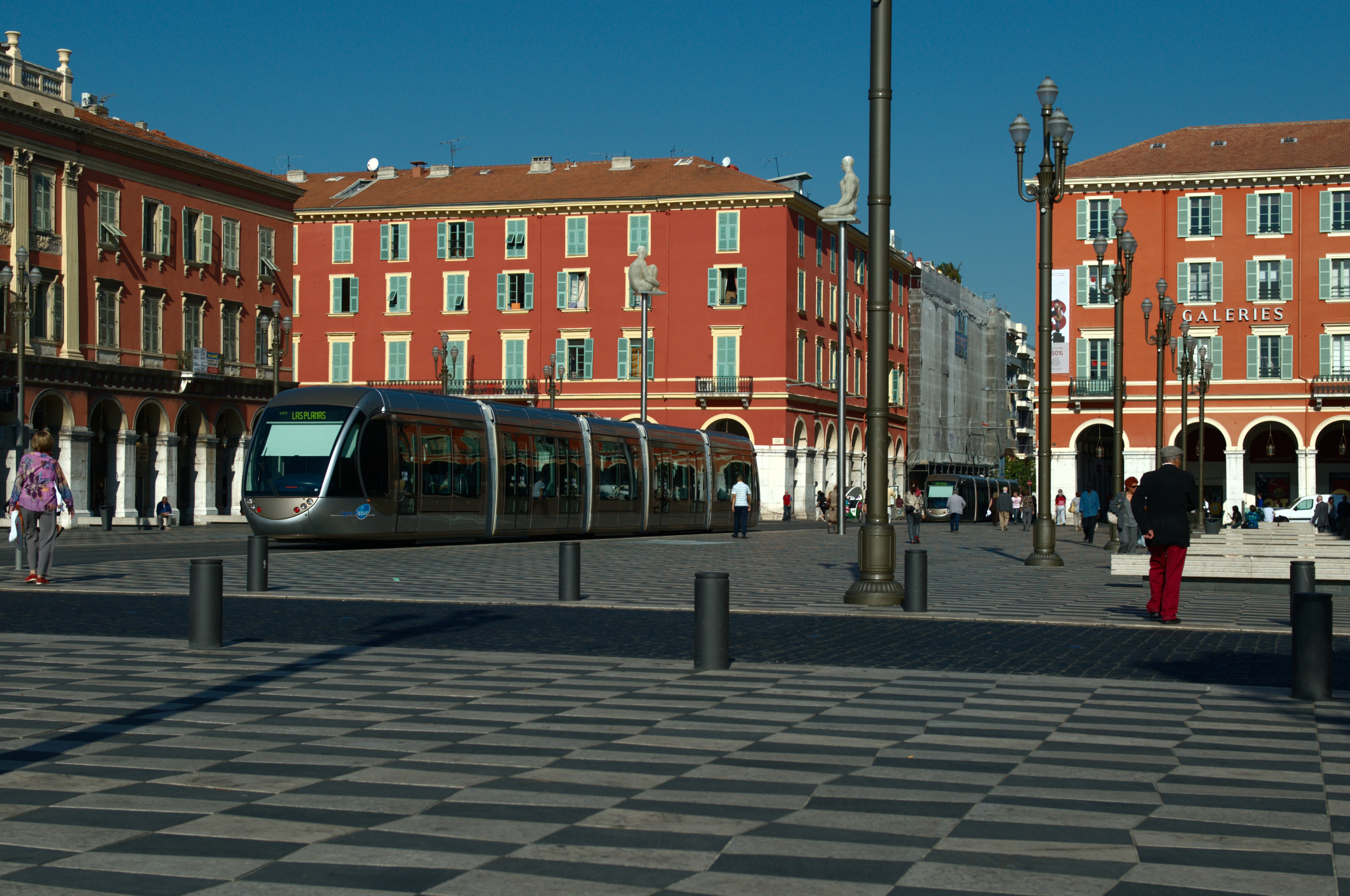
新尼斯電車（攝於馬塞納廣場）

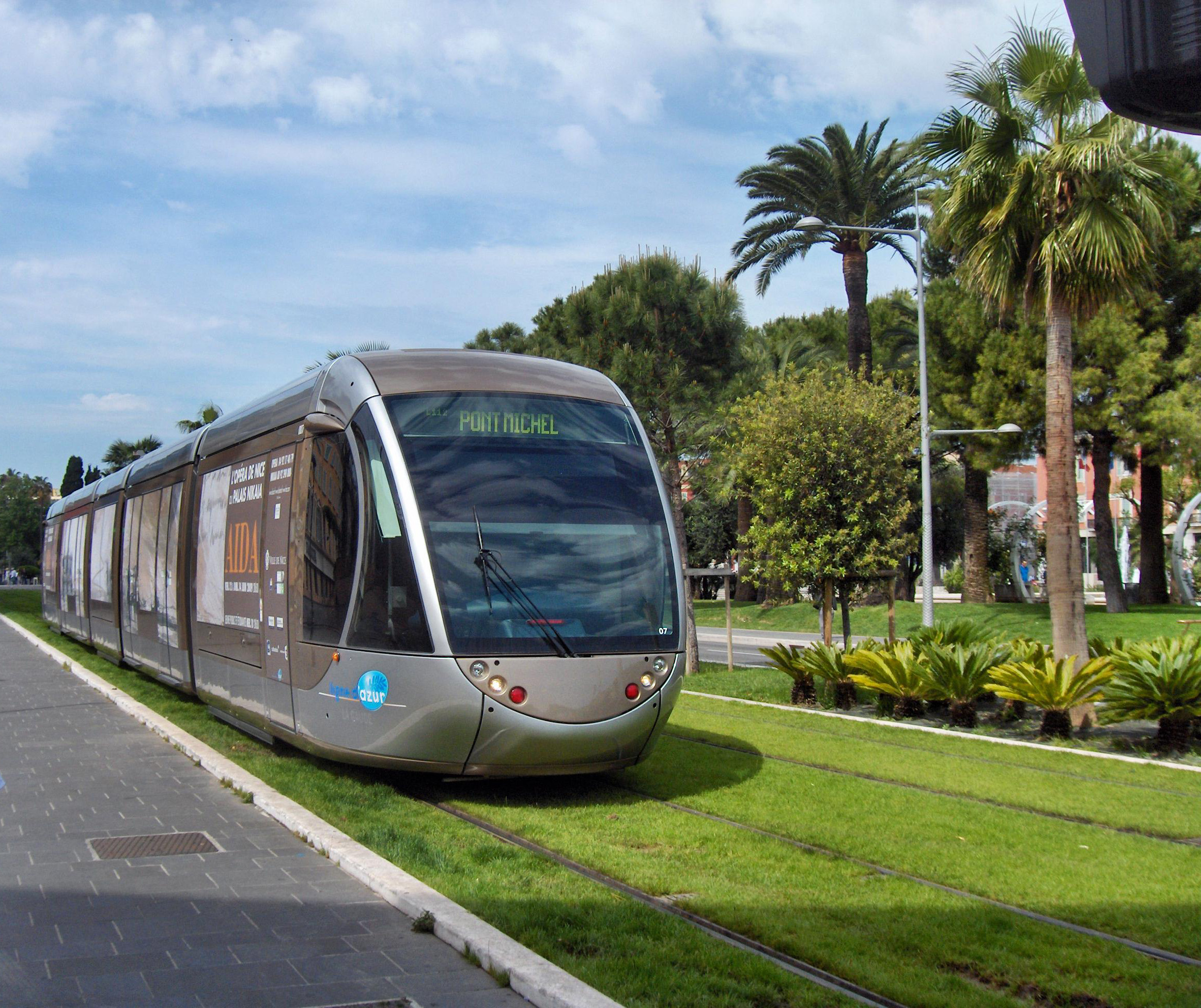
部份路軌鋪設於草地之上

43°41′49.36″N 7°16′13.35″E / 43.6970444°N 7.2703750°E
尼斯電車（法語：Tramway de Nice）是法國南部港口城市尼斯的輕軌鐵路系統。原本的輕軌鐵路於1879年已經開始運作，當時還是使用馬匹拉動，至1910年方電氣化。直到1953年1月10日，由於不敵巴士的競爭，而全面停駛。新的尼斯電車於2007年11月24日投入服務，班次由最初的5至7分鐘1班，逐漸加密到每4分鐘1班，載客量亦由一開始的每日7萬增加到2011年的每日9萬人次。

## 供電系統
原設計為類似波爾多電車的APS軌道供電系統，但因為技術性問題最後採用了較傳統的高架電纜，通過馬塞納廣場和加里波第廣場時，電車會暫時收起受電弓，並依靠車上的鎳氫電池供電。

## 未來發展
電車公司於2012年曾計劃擴建現有8.7公里的路軌，屆時將會多3條路線。

## 外部連結
维基共享资源上的相關多媒體資源：尼斯有軌電車
- （法文） Official website （页面存档备份，存于）
- （法文） ST2N official website （页面存档备份，存于）